# 田宮長勝
田宮 長勝（たみや ながかつ）は、安土桃山時代から江戸時代前期にかけての武士。紀州藩士。田宮流（居合を主とした剣術）2代目にあたる。この頃より「田宮流」（古田宮流）を名乗った。

## 略歴
池田利隆に仕え、大坂の陣で活躍した。その貢献が認められ、徳川家康の命によって、駿府城主時代の徳川頼宣に800石で仕える。また子・長家（平兵衞）も250石で仕えた。元和5年（1619年）に頼宣が紀州徳川家初代としてお国入した際、共に紀伊国和歌山に移った。

## 系譜
和歌山県立図書館蔵の田宮家の『系譜』（弘化2年（1845年））には次のとおり、父は実名不明の対馬守で年月不明の時期に討ち死にし、その後長勝は加賀国をでたが、系図家譜などは紛失したとある。

## 田宮流伝書
『田宮流居合傳書』（享保5年子5月（1720年））では田宮流の流祖とする。
ただし後の古田宮流の伝書では中村隠岐の名は消え田宮平兵衛（田宮重正）を初代とするようになった。